# Братская могила советских воинов (Грозный, парк Кирова)
Братская могила советских воинов в Грозненском парке имени Кирова стала местом упокоения воинов 308-го стрелкового полка Внутренних войск НКВД, погибших при проведении войсковой операции в горах Чечено-Ингушетии 3 октября 1942 года.

## История
Во время оборонительных боёв на Северном Кавказе для укрепления обороны советских войск в Грозный был переброшен 308-й стрелковый полк НКВД. В августе 1942 года он влился в состав Грозненской дивизии НКВД. Штаб полка разместился в парке имени С. М. Кирова, в центре города. Осенью 1942 года полк проводил в горах операции по борьбе с немецкими диверсантами и их пособниками. После начала советского наступления полк был переброшен в район Моздока, где участвовал в наступательных операциях.
3 октября 1942 года, при проведении операции в горах погибли политрук Николай Васильевич Пименов (1906, уроженец Рязанской области); красноармеец 2-й роты Николай Иосифович Гангадзе (1915, Грузинская ССР); замполит, пулемётчик Николай Яковлевич Кузнецов (1918, Смоленская область); замполит 2-й роты Николай Васильевич Аверин (1919, Тула). Погибшие были похоронены в парке имени Кирова (ныне резиденция главы Чеченской Республики).
Долгое время на могиле стоял небольшой кирпичный обелиск без надписей и имён. Благодаря стараниям ветеранов 308-го полка могила к 35-й годовщине Победы в Великой Отечественной войне была заново оформлена. Надгробие было выполнено в виде прямоугольника из гранита и мрамора размером 5,1×2,6 метра, верхняя грань которого была немного наклонена к лицевой стороне. На верхней грани бронзовыми накладными буквами была сделана надпись:
Вечная слава павшим при защите Родины. 3-X-1942.
Могила была разрушена в ходе боёв Первой чеченской войны.